# كلاوس كلوتز
كلاوس كلوتز (بالألمانية: Klaus Klotz)‏ هو مجدف ألماني، ولد في 9 يناير 1976.

## وصلات خارجية
- كلاوس كلوتز على موقع الاتحاد الدولي للتجديف (الإنجليزية)